# Kořenovník obecný
Kořenovník obecný (Rhizophora mangle) je typickou slanomilnou dřevinou s mohutnými chůdovitými kořeny rostoucí v mangrovech.

## Výskyt
V Americe se vyskytuje na atlantském pobřeží od Severní Karolíny po jižní Brazílii včetně středoamerických ostrovů a na tichomořském pobřeží od severu Mexika po Ekvádor. V Africe roste hlavně na západním pobřeží od Senegalu po Angolu. Druhotně se rozšířil i na mnohé ostrovy v Tichém oceánu, např. Novou Kaledonii, Samou a Havaj.
Vyrůstá na pravidelně zaplavovaných bahnitých mořských pobřežích v tropických a subtropických oblastech, kde patřívá k dominantním rostlinám mangrovů. Je charakteristickou rostlinou přílivových lagun a brakických vod širokých delt řek s proměnlivou salinitou. Roste v místech s neustálým pohybem vody; nejlépe mu prospívají mělká pobřeží s malým sklonem, kde dochází jen k pozvolnému kolísání hladiny a která jsou dostatečně chráněná proti silnému vlnobití. Dřeviny jsou ukotveny v jemném jílovitém bahně s velkým obsahem organické hmoty. Bahno mívá při nasycení vodou pH okolo 6,6 a v suchém stavu asi 3.
Protože v takovém hutném podkladu pravidelně přeplavovaném vodou je nedostatek kyslíku, vytváří kořenovník obecný vzdušné kořeny s pórovitou kůrou, kterými čerpá vzdušný kyslík. Množství kořenů vyrůstající z kmene a někdy i spodních větví pomáhá také při nárazech vody a větru k dobrému upevnění v rozmoklém podkladu.

## Popis

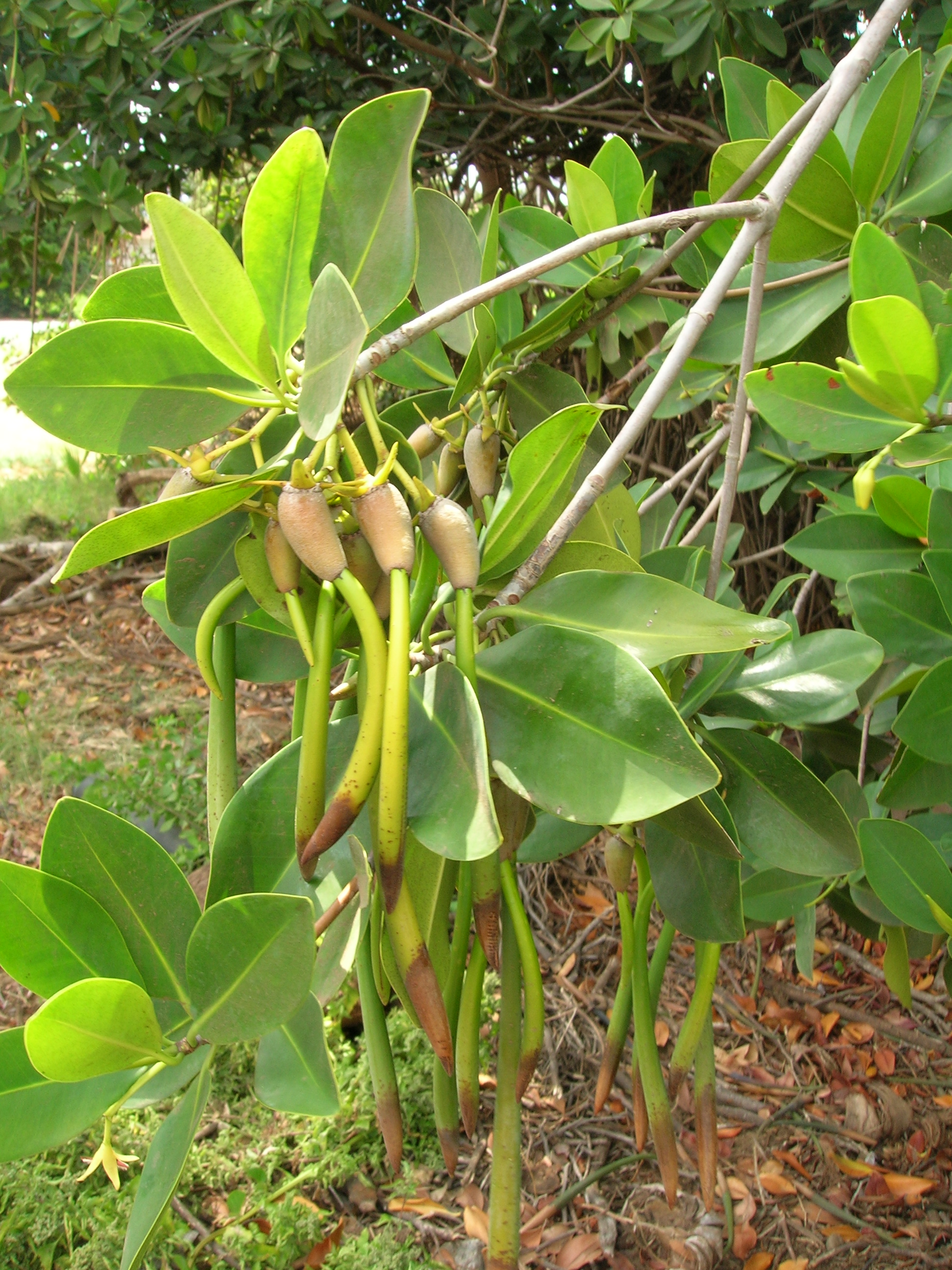
Plody před dozráním

Neopadavý strom s rovným kmenem, nebo zřídka keř, který obvykle vyrůstá do výše 5 až 13 metrů, jeho nejnápadnějším poznávacím znamením jsou mohutné obloukovité chůdovité kořeny. Snadno se loupající kůra dosahuje tloušťky až 3 cm, má hrubou strukturu a je světle olivové barvy s šedými skvrnami, narušená místa červenají. Větve bývají přímé nebo široce větvené, jsou pokryty výraznými lenticelami, ze spodních často vyrůstají šikmé podpůrné kořeny. Na ponořených částech větví a kořenů jsou hypertrofní průduchy. Jednoduché vstřícné listy s čárkovitými opadavými palisty a s řapíky o délce 5 až 15 mm vyrůstají převážně jen na koncích větví, mívají délku 7 až 15 cm a šířku 2 až 9 cm. Podlouhle, vejčité listové čepele jsou kožovité a poněkud dužnaté, na horní straně sytě zelené a na spodní žlutavé s černými skvrnami, jsou celokrajné s mírně podvinutým okrajem a u báze klínovité a na vrcholu tupé.
Okolo 1 cm velké, pravidelné, čtyřčetné, oboupohlavné květy vyrůstají na stopkách 5 až 15 mm dlouhých z paždí listů u konců větviček. Rostou osamoceně nebo po dvou až čtyřech ve 2 až 6 cm dlouhých květenstvích. Žlutozelený vytrvalý zvonkovitý kalich má kopinaté lístky dlouhé asi 8 mm. Bílou až bledě žlutou opadavou korunu tvoří chlupaté, čárkovitě kopinaté lístky jen o málo kratší než kališní. Okvětní lístky jsou u báze srostlé. V květu je ve dvou kruzích 8 téměř přisedlých tyčinek dlouhých do 6 mm s prašníky asi 5 mm velkými. Vejčitý semeník je polospodní, nenápadná čnělka okolo 4 mm dlouhá je zakončena dvoulaločnou bliznou.
Převážnou část opylení zajišťuje vítr, květ se může opylit cizím i vlastním pylem. Plodem je zelenavě hnědá, vejčitá, asi 2 až 3 cm dlouhá, jednosemenná, kožovitá bobule. Ploidie je 2n = 36.

## Rozmnožování
Semeno v plodu začíná klíčit již v době, kdy plod ještě visí na stromě. Jeho embryo se vyvíjí po dobu 2 až 3 měsíců, pak se klíček prodere osemením a vyroste v kyjovitý, asi 30 cm dlouhý a 1 až 2 cm tlustý útvar (hypokotyl) vážící až 50 gramů. Za další zhruba 3 měsíce se od větve stromu oddělí, tehdy již má někdy v horní části vyvinuté lístky. Tlustým koncem spadne do bahna kde se zaboří a za několik hodin začnou ze zarytého konce vyrůstat kořínky a na opačném konci i lístky. Pokud nebude několik nastávajících přílivů příliš bouřlivých, má nový semenáček naději, že nebude spláchnut do moře nebo zanesen na nevhodné místo. Semenáček na plném slunci povyroste za den až 2 mm, ve stínu 5krát méně, při teplotě pod 19 °C se růst zastavuje.

## Význam
Hlavní význam kořenovníku obecného je v jeho krajinotvorbě. Napomáhá svými pavučinově spletenými kořeny stabilizovat okraj pevniny – mangrovů – před erozním působením mořských vln a za příhodných podmínek i posouvat pevninu na úkor moře zadržováním bahnitých nánosů řek. Takto nově získaná půda je velmi plodná, obsahuje mnoho organických látek a výhodný poměr uhlíku a dusíku. Kořeny také fungují jako filtr některých kontaminantů. Velkou roli hraje pro mořské živočichy, mezi bentickou makrofaunou přímo spojenou s těmito stromy patří např. 43 druhů mnohoštětinatců, 17 druhů měkkýšů a 27 druhů korýšů. Nemenší význam má i pro vyšší živočichy (ryby, hady, ptáky), kteří tam nacházejí dostatek potravy.
Počet jedinců tohoto druhu celosvětově klesá, ať již kácením nebo narušením ekosystému, např. znečištěním ropou. Proto se v některých oblastech, např. na Floridě, přistupuje k řízenému zalesňování vysazováním mladých rostlinek na příhodných místech pod ochrannou fólií, která snižuje ztráty způsobované přílivovou vlnou, odplavením substrátu nebo poklesem teploty.
Místní obyvatelé používají velmi tvrdého a vodě odolného dřeva pro stavbu mostů, domů, žebra a vesla lodí, rukojeti a zemědělská nářadí, bowlingové koule a také na topení. Sloupnutá kůra a kořeny jsou důležitým zdrojem tříslovin používaných k vydělávání kůží a k barvení tkanin na modro. Ze stromů je získáván latex používaný při výrobě překližky. Plody se zkvašují a vzniká z nich alkoholický nápoj. Trvanlivými listy se pokrývají střechy domorodých obydlí. Tradičně jsou kůra, listy i kořeny, ať formou odvaru nebo sušené drogy, aplikovány k léčení velkého počtu rozličných neduhů.

## Galerie

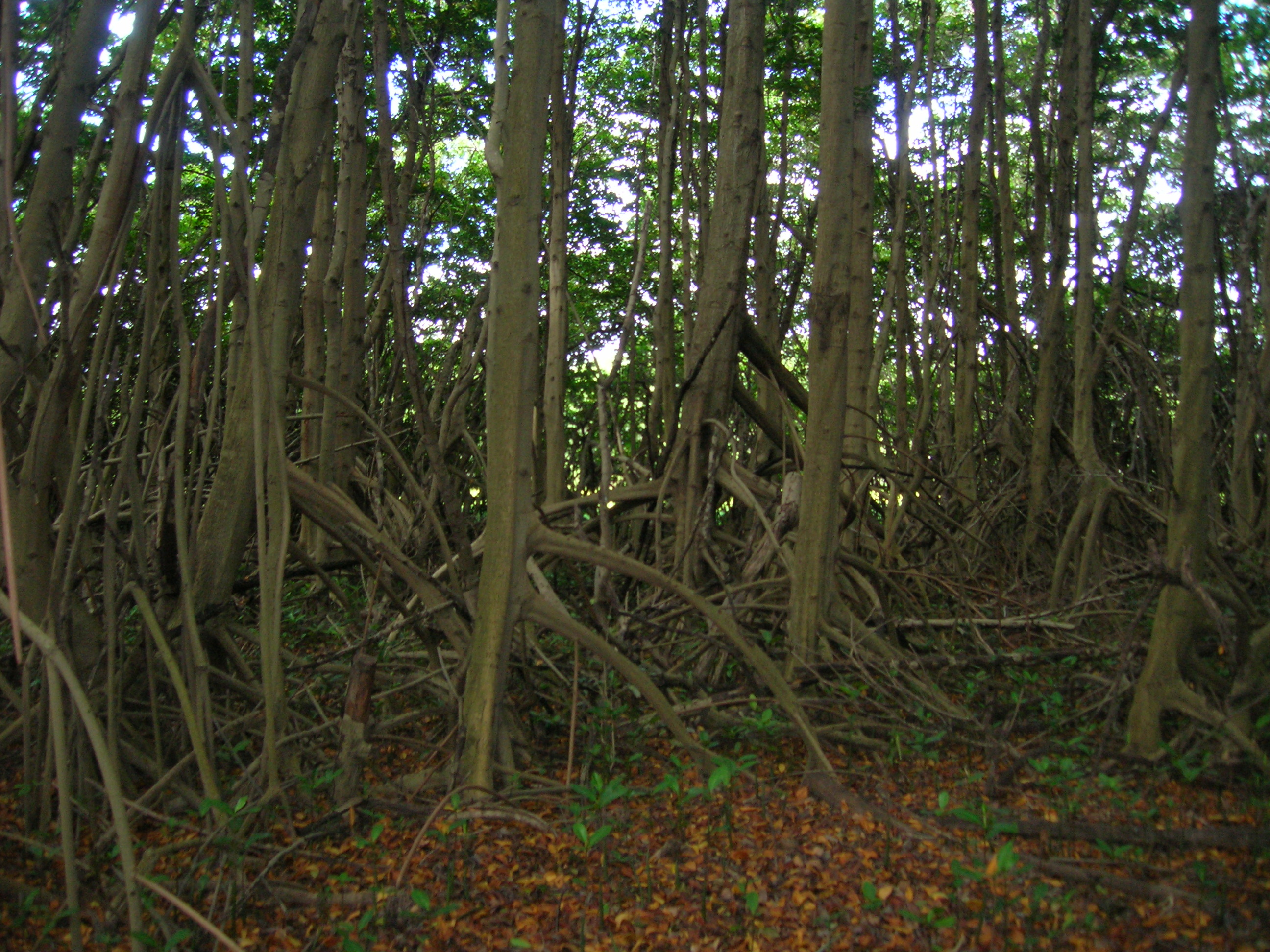
Spleť kořenů
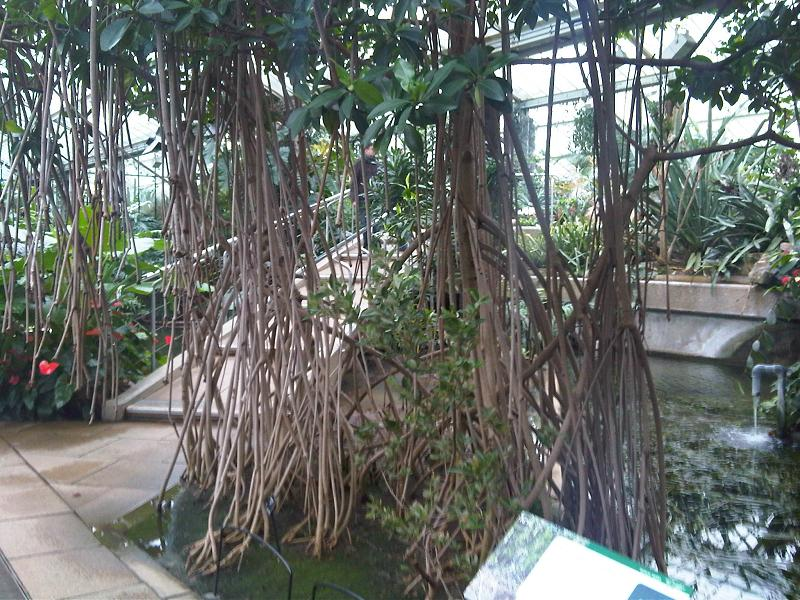
Vzdušné kořeny
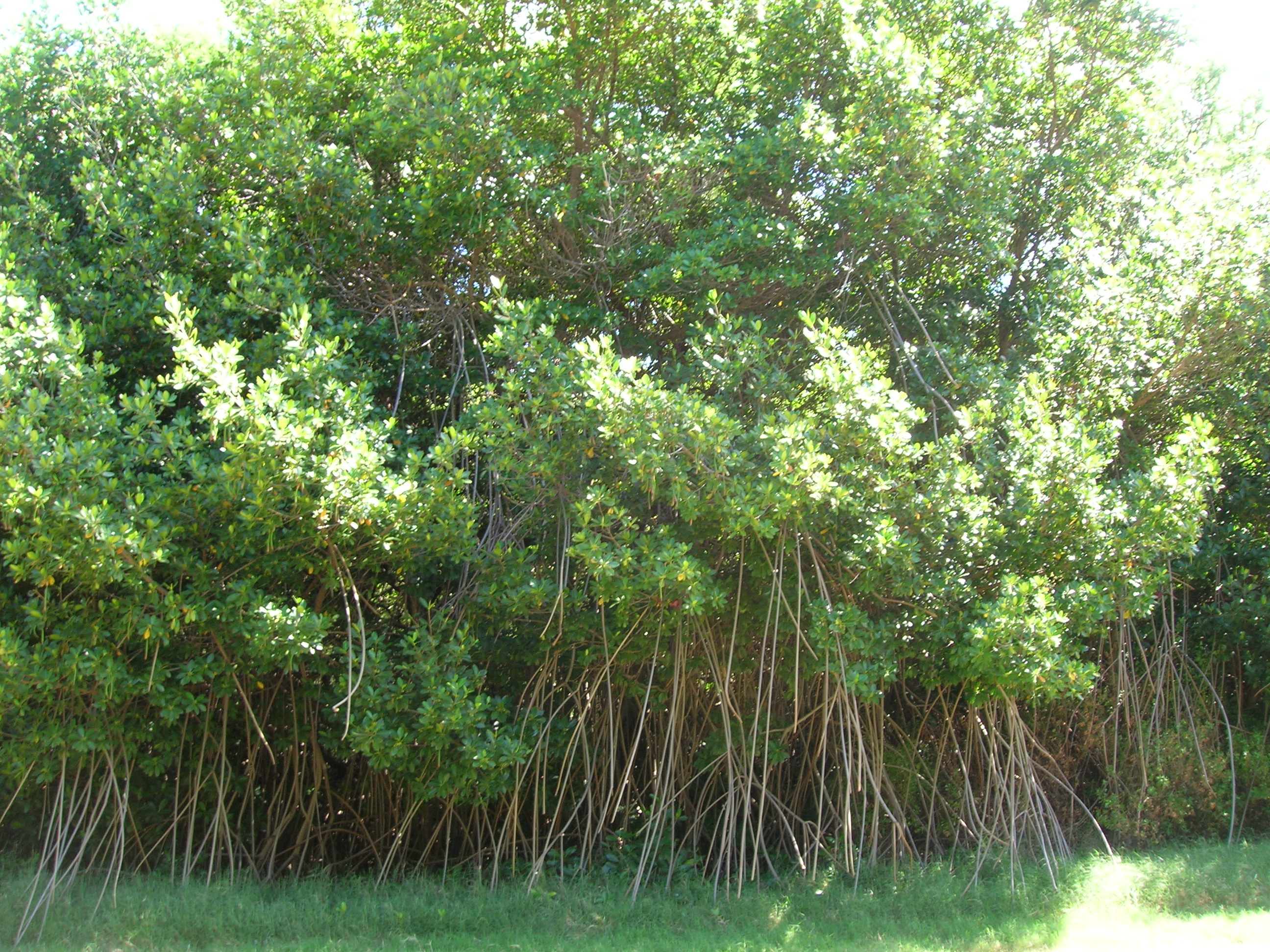
Kvetoucí porost
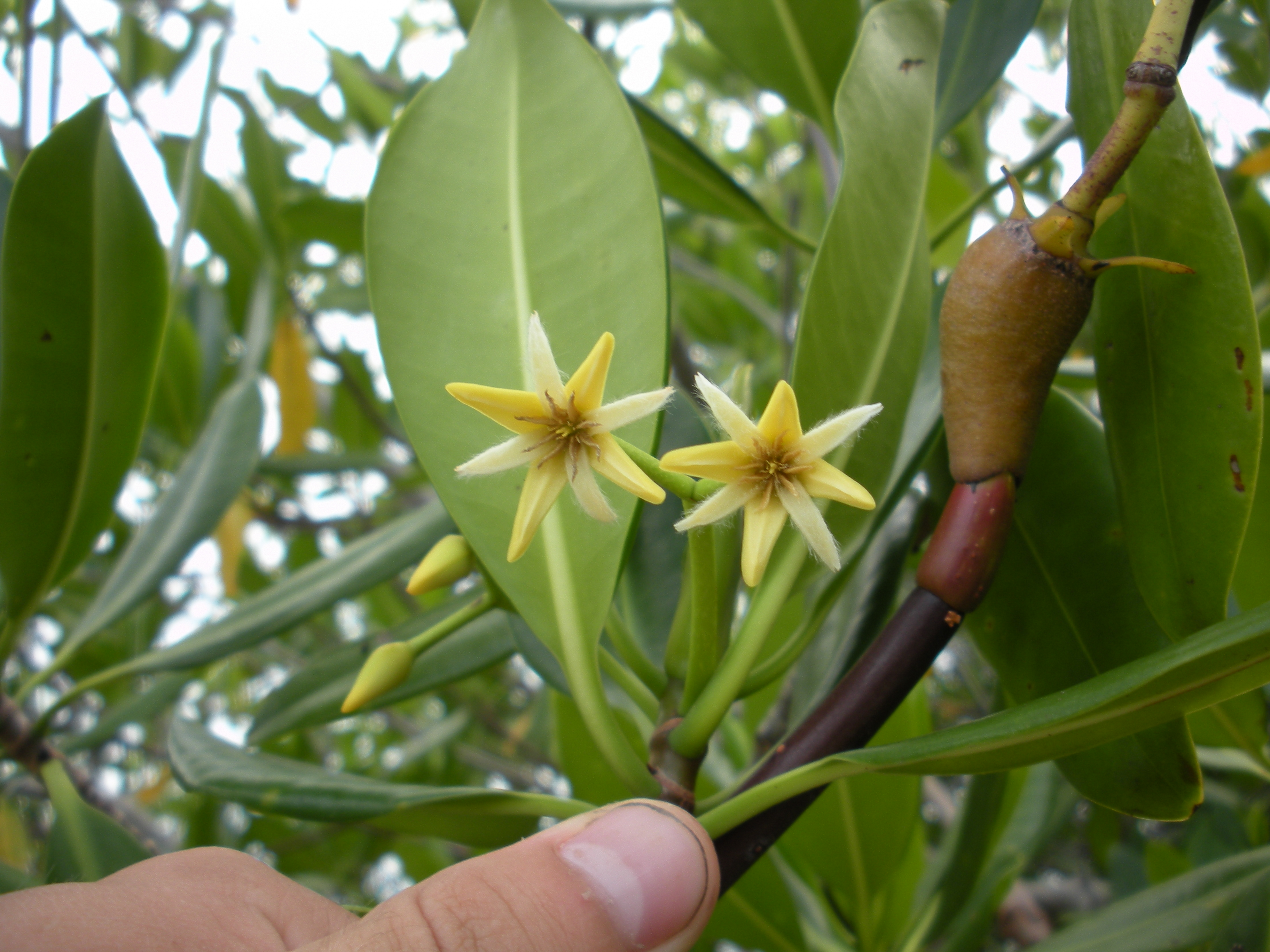
Květy z blízka